# والاس سبيرمون
والاس سبيرمون الابن (بالإنجليزية: Wallace Spearmon)‏ ولد في ( 24 ديسمبر 1984 في روبنز، إلينوي ، الولايات المتحدة الأمريكية ) عداء رياضي أمريكي ، متخصص في سباق 200 متر . فهو بطل الرابطة الجامعية الرياضية الوطنية في الهواء الطلق في 200 م وحصل على الميدالية الفضية في الحدث في بطولة العالم لألعاب القوى 2005 في . لديه أفضل شخصية 19،65 ثانية لمسافة، حاليا عداء أسرع السابع على الإطلاق ويحمل أيضا في الأماكن المغلقة سجل الأمريكية .
وقد فاز بالميدالية البرونزية مرتين في بطولة العالم لألعاب القوى في عام 2007 و 2009. أنهى أيضا الثالث في دورة الألعاب الأولمبية الصيفية لعام 2008 ، ولكن كان قد استبعد في وقت لاحق ليخرج من حارة له.

## وصلات خارجية
- والاس سبيرمون على موقع الاتحاد الدولي لألعاب القوى (الإنجليزية)
- والاس سبيرمون على موقع الاتحاد الأمريكي لسباقات المضمار والميدان (الإنجليزية)
- والاس سبيرمون على موقع الدوري الماسي (الإنجليزية)
- والاس سبيرمون على موقع أوليمبيديا (الإنجليزية)
- والاس سبيرمون على موقع اللجنة الأولمبية والبارالمبية الأمريكية (الإنجليزية)